# 12606 Апулейюс
12606 Апулейюс (2043 P-L, 1991 TW6, 12606 Apuleius) — астероїд головного поясу.
Тіссеранів параметр щодо Юпітера — 3,433.